# 彭三益
彭三益，字紫芝，號曠菴，顺天府大兴县籍，江西吉安府安福县人，明末清初政治人物。崇禎進士。

## 生平
崇祯六年（1633年）癸酉科顺天举人，崇禎十三年（1640年）庚辰科进士，礼部观政，授知县。崇祯十七年（1644年）明亡降顺，又降清，历官礼部主事，顺治二年，升任为陕西布政使司参议、陇西道。

## 家族
曾祖萬良，丙子舉人；祖海，登仕佐郎；父惠乾，生員。